# Indira Gandhi
Indira Priyadarshini Nehru, coniugata Gandhi (in hindī इन्दिरा प्रियदर्शिनी गान्धी; Allahabad, 19 novembre 1917 – Nuova Delhi, 31 ottobre 1984), è stata una politica indiana.
Fu la prima donna (e l'unica, ad oggi) a ricoprire la carica di Primo ministro dell'India. Fu figura centrale nel Congresso Nazionale Indiano. Lavorò in politica dal 1966 al 1977 e poi di nuovo dal 1980 fino al suo assassinio nel 1984; fu il secondo ministro per anzianità di servizio.
Indira Gandhi fu l'unica figlia del Primo ministro indiano Jawaharlal Nehru. Fu designata Capo di stato maggiore dell'amministrazione capeggiata da suo padre tra il 1947 e il 1964 e arrivò a esercitare una notevole influenza, seppur non ufficiale, al governo. Fu eletta presidente del Congresso nazionale indiano nel 1959. Fino alla morte di suo padre nel 1964, la Gandhi rifiutò di gareggiare per la presidenza del partito e al contrario decise di diventare capo di gabinetto nel governo capeggiato da Lal Bahadur Shastri. Nelle elezioni di partito tenutesi all'inizio del 1966 (dopo la morte di Shastri), sconfisse il suo rivale Morarji Desai per diventare leader del partito e quindi succedette a Shastri come Prima ministra indiana.
A seguito dell'annullamento della sua elezione nel giugno 1975 da parte di una Corte locale, impose lo Stato d'emergenza per due anni, governando di fatto con poteri quasi dittatoriali fino all'inizio del 1977 per implementare un programma di stampo socialista. Tale periodo è ancora uno dei più controversi della storia dell'India moderna.
È stata assassinata da due sue guardie del corpo sikh.

## Biografia

### L'ambiente familiare
Fu l'unica figlia di Kamla e Jawaharlal Nehru (1889-1964), Primo Ministro dell'India dal 1947 alla morte. I Nehru, illustre famiglia di casta Brahmina, vennero convertiti alla causa dell'indipendenza indiana dal dominio coloniale britannico grazie all'incontro con il Mahatma Gandhi nel 1919. La giovane Indira subì l'influenza del forte impegno politico di suo padre e di suo nonno Motilal, ma anche le tensioni, le assenze e le ripetute carcerazioni dei parenti più prossimi.
Dopo ripetuti soggiorni in Svizzera per curare la madre affetta da tubercolosi, a 17 anni lasciò l'India per l'Europa, per cominciare i suoi studi superiori a Oxford (da cui sarà espulsa per cattiva condotta), e poi rientrare a completarli nel suo Paese.
Prese il nome dal marito Feroze Gandhi (che non aveva legami di parentela con il Mahatma), sposato nel 1942, dal quale però si separò presto. Ebbe con lui due figli, uno dei quali, Rajiv, divenne suo successore come primo ministro.

### Carriera politica dal 1947 al 1966
L'affacciarsi in politica di Indira coincise con il raggiungimento dell'indipendenza indiana nel 1947 e la nomina del padre a Primo ministro. Fino alla sua morte, Indira ne fu la persona più vicina e devota alleata, accompagnandolo nei viaggi ufficiali in India e all'estero.
Nel 1959 prese la guida dell'Indian National Congress, e quindi fu ministra dell'Informazione nel governo di Lal Bahadur Shastri, dal 1964 al 1966.

### Il primo mandato come prima ministra
Fu nominata Prima ministra dell'India alla morte di Shastri, il 24 gennaio 1966. Nel 1967, per la prima volta, il Partito del Congresso subì un forte calo di consensi dovuto alla forte presenza di correnti di estrema sinistra in alcuni governi regionali. Il partito si divise in due tronconi, uno conservatore e l'altro progressista.
In questa situazione di incertezza, Indira Gandhi agì in maniera apparentemente non coerente: dapprima tentò di estromettere i governi di sinistra dell'Uttar Pradesh e del Bengala Occidentale; successivamente, dopo la vittoria della destra nelle consultazioni elettorali del 1968-69, sembrò assumere posizioni più vicine alle sinistre poiché, nel giro di pochi giorni, procedette alla nazionalizzazione di una decina di banche d'affari al fine di assicurarsi il consenso di socialisti e comunisti in vista delle elezioni presidenziali che si sarebbero tenute nel 1969. Intraprese una robusta politica di riforma terriera, pose limiti alla proprietà privata e cancellò i privilegi e le rendite superstiti dei nobili.
La Gandhi aveva posto come obiettivo chiave l'eliminazione della povertà. Dato che oltre il 70% della popolazione continuava a dipendere dal settore agricolo, la parte più significativa della politica della Gandhi è stata quella della ristrutturazione del mondo rurale. Manifesto di questa nuova politica può essere considerato un documento dal titolo Towards Self-Reliance, Approach to the Fifth Five Year Plan, pubblicato dalla commissione per la pianificazione nel maggio 1972. Le proposte riguardanti il settore dell'agricoltura si articolavano in 4 punti:
1. L'imposizione di limiti più bassi sull'estensione della proprietà terriera, miranti a rendere possibile la ridistribuzione di 40 milioni di acri (circa il 12% della terra coltivata);
2. La realizzazione di opere di irrigazione, ciascuna estesa su un'area definita in modo ottimale dal punto di vista delle economie di scala e indipendentemente dalle delimitazioni derivanti dal regime di proprietà;
3. La creazione di una nuova struttura creditizia (Farmers Service Societies) volta a soddisfare i bisogni dei piccoli proprietari e dei contadini senza terra e da essi controllati;
4. La monopolizzazione da parte dello Stato del commercio all'ingrosso di una serie di derrate di importanza fondamentale, a partire dal grano e dal riso.

Il tentativo di attuare la nuova strategia ebbe lo stesso destino della politica riformista dell'epoca di Nehru, essa venne approvata dal partito ma tenacemente ostacolata nell'attuazione pratica, portando a programmi da cui trassero temporaneo vantaggio limitati gruppi appartenenti agli strati subordinati del mondo rurale.
Col supporto di formazioni politiche esterne Indira e la sua fazione riuscirono a rimanere comunque al governo e la successiva campagna elettorale la vide trionfare. Nell'agosto del 1971 firmò un trattato ventennale di cooperazione e amicizia con l'Unione Sovietica, poiché i legami con gli Stati Uniti, coltivati dal padre, avevano subito nel frattempo un progressivo deterioramento.
Nonostante il potere più che consolidato, le riforme di Indira non ottennero i risultati sperati, anche a causa del costo enorme della vittoria nella terza guerra indo-pakistana e l'emergenza causata dall'imponente esodo di profughi giunti in India a causa della stessa; il disastro dei raccolti negli anni 1972-1973, la crisi energetica del 1973 e il contemporaneo sforzo nucleare del Paese, che nel 1974 si dotò della bomba atomica.

### LoStato d'Emergenza(1975 - 1977)
Nel 1975, un tribunale la ritenne colpevole di brogli elettorali e la condannò all'interdizione dai pubblici uffici per sei anni. Nello stesso anno il paese fu attraversato da un'ondata di scioperi, proteste e spinte secessioniste, che portarono la Gandhi a proclamare lo Stato d'Emergenza nazionale e a prendere misure severe contro le opposizioni: i diritti civili vennero sospesi e furono promulgate leggi speciali per rendere ineffettiva la sentenza della Corte Suprema che l'aveva accusata di brogli.
Migliaia di oppositori e sindacalisti vennero imprigionati, molti sparirono nel nulla, la libertà di stampa ridotta ai minimi termini.

### Elezioni del 1977 e anni all'opposizione
Al principio del 1977, a sorpresa Indira rilasciò i prigionieri politici, pose fine allo stato d'emergenza ed annunciò elezioni per il marzo seguente; quando il paese tornò alle urne, tuttavia, il suo partito venne sconfitto e Indira, un anno dopo, fu addirittura incarcerata per alcuni giorni. Le elezioni del marzo 1977 si risolsero per una vera e propria catastrofe per Indira Gandhi e il suo partito, che passò da 355 a 153 seggi, mentre il partito Janata ne conquistò 270.
Questa catastrofe elettorale fu determinata dal fatto che gli aspetti progressisti dell'emergenza avevano spaventato i conservatori, quelli autoritari avevano disgustato i progressisti, le riforme avevano raggiunto solo settori limitati delle masse e, ogni possibilità di guadagno elettorale da esse derivanti era stato vanificato dal comportamento arbitrario delle autorità, in particolare durante la campagna per il controllo delle nascite.
I due governi che si succedettero fino alla fine del 1979, una volta ripristinati i diritti civili, non seppero proporre altre riforme né soluzioni ulteriori per gli enormi problemi che affliggevano il Paese, e nuove elezioni vennero indette per il gennaio 1980. Indira, nel frattempo, si era affermata come capo dell'opposizione, si era riorganizzata e in pochi mesi aveva fondato un nuovo partito.
Vinse le elezioni, che le consentirono di ritornare alla guida del governo. Il suo secondo mandato iniziò il 14 gennaio di quell'anno.

### Il secondo mandato come prima ministra

Reagan e Indira nei giardini della Casa Bianca, 1982.

Il nuovo mandato non vide l'India registrare i precedenti progressi economici e industriali, ma fu altresì segnato dai tumulti nazionali; nel nord-est gli Stati tribali erano in fermento e l'Unione Sovietica aveva invaso l'Afghanistan. Indira decise di ricorrere all'esercito per domare le rivolte politiche e sociali e alle forze dell'ordine per imprigionarne i capi.
All'inizio degli anni ottanta si sviluppò in India un movimento sikh che perseguiva l'indipendenza del Punjab indiano. Indira Gandhi scatenò contro i guerriglieri un'offensiva militare che espugnò il Tempio sacro dei sikh con un bombardamento e una sanguinosa occupazione, uccidendo molti sikh che si erano radunati quella giornata per il martirio del Guru Arjan Dev Ji, allo scopo di evitare future spinte indipendentistiche del Punjab.

### L'assassinio

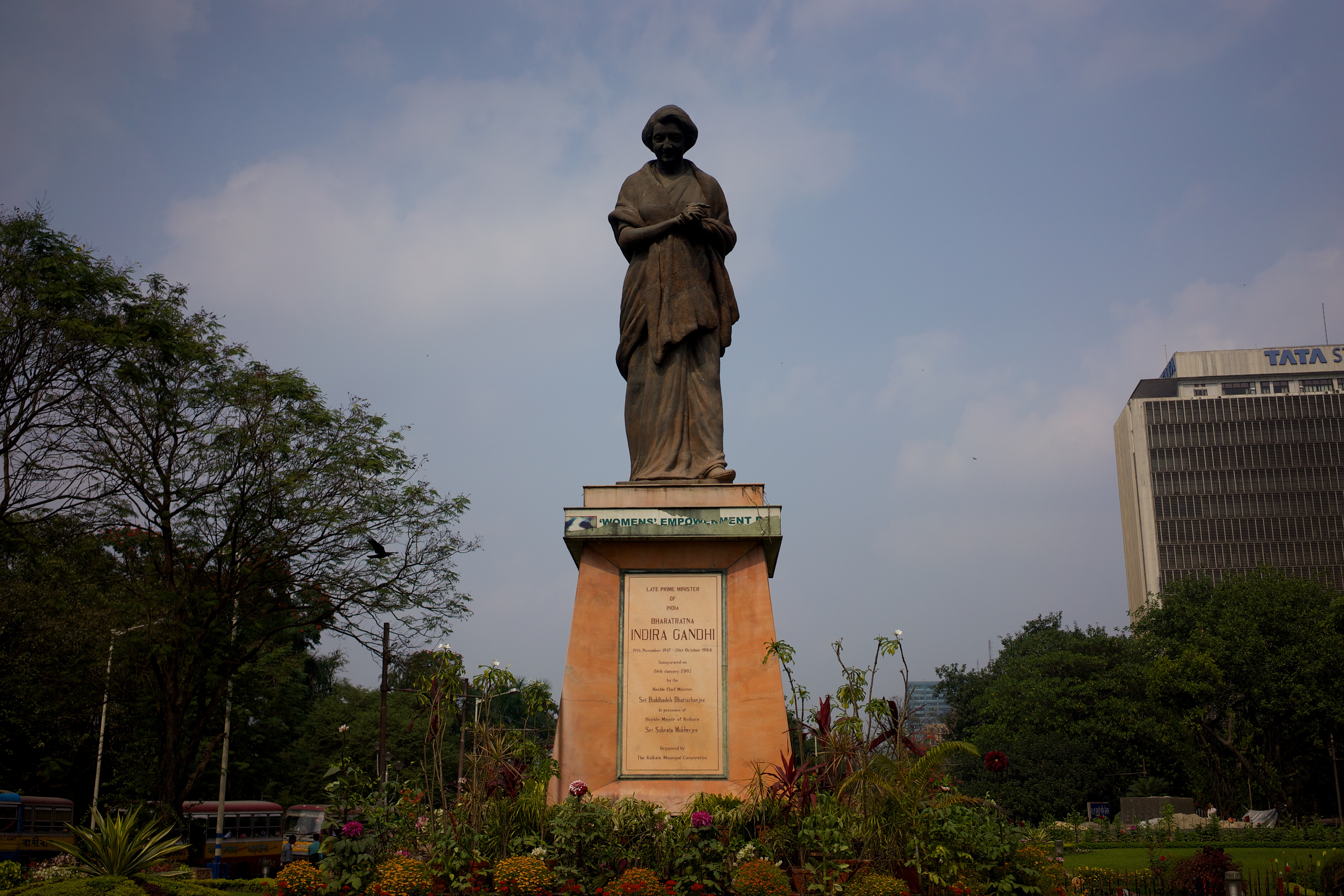
Statua di Indira Gandhi

Indira Gandhi morì il 31 ottobre 1984, uccisa dalle sue due guardie del corpo sikh che intendevano vendicare la brutale repressione del movimento rivoluzionario sikh.
La sera del 30 ottobre, Indira Gandhi era appena tornata da un faticoso giro elettorale nell'Orissa. In quell'occasione aveva concluso il discorso con queste parole:
La mattina del 31 ottobre del 1984, alle 9.08, Indira scese i tre gradini della residenza per raggiungere il giardino. Vestita di un sari arancione (uno dei colori della bandiera nazionale dell'India) si avviò verso le due guardie responsabili della sua sicurezza, e fece loro un cenno di saluto. La Gandhi conosceva bene uno dei due, il trentaquattrenne Beant Singh (1950-1984). L'altro era il ventunenne Satwant Singh (1962-1989), in servizio da pochi mesi.
Non appena ebbe salutato le due guardie, Beant, impugnando una pistola Walther P38, esplose tre colpi in direzione della Gandhi. Immediatamente, anche Satwant esplose tutte le trenta pallottole del suo mitra Sten. Non meno di sette proiettili la colpirono all'addome, una decina al petto, e alcuni perforarono il cuore. Indira Gandhi morì sul colpo, senza neanche avere il tempo di gridare.
La notizia dell'assassinio provocò gravi disordini in tutto il Paese e particolarmente nella capitale, dove migliaia di cittadini sikh vennero uccisi per ritorsione nella sostanziale indifferenza delle forze dell'ordine. Il 3 novembre, circa un milione di indiani partecipò ai funerali di Indira, il cui corpo venne cremato secondo il rito religioso induista. Trascorsi i dodici giorni di lutto nazionale, le ceneri, ripartite in undici urne, vennero disperse sull'Himalaya.

## Nella cultura di massa
- Lo scrittore e giornalista Javier Moro ha descritto l'assassinio di Indira Gandhi nel suo libro biografico Il sari rosso (capitoli 33-34). Molto critico nei suoi confronti fu invece il famoso scrittore Salman Rushdie, che nel romanzo I figli della mezzanotte (1981) riferì dell'uso della tortura durante il proclamato stato di emergenza. Le sue posizioni si ritrovano ribadite, sia pure quasi di passaggio, nell'omonimo film (2013), che la regista indiana Deepa Mehta ha tratto dall'opera.
- A Indira Gandhi sono intitolati, fra gli altri, l'Indira Gandhi International Airport, l'Indira Gandhi National Open University e l'Indira Gandhi Athletic Stadium. In Italia le sono state intitolate alcune piazze e vie in varie città: Roma, Bologna, Matera, Pomigliano d'Arco, Manfredonia, Anguillara Sabazia, Pozzallo.
- Anche Gregory David Roberts, nel suo romanzo Shantaram, descrive l'assassinio e le ripercussioni che questo ha avuto nella città di Mumbay.